# Раставица (Дечани)
Раставица (серб. Раставица, Rastavica; алб. Rastavicë) — село в общине Дечани в исторической области Метохия. С 2008 года находится под контролем частично признанной Республики Косово.

## Административная принадлежность
| Сербская позиция                                                                 | Албанская позиция                                            |
| -------------------------------------------------------------------------------- | ------------------------------------------------------------ |
| входит в общину Дечани Печского округа автономного края Косово и Метохия, Сербия | входит в общину Дечани Джяковицкого округа Республики Косово |

## Население
Согласно переписи населения 1981 года в селе проживал 931 человек: 799 албанцев, 75 мусульман и 56 черногорцев.
Согласно переписи населения 2011 года в селе проживало 1238 человек: 655 мужчин и 583 женщины; 1226 албанцев, 6 босняков и 6 лиц неизвестной национальности.
| Численность населения | Численность населения | Численность населения | Численность населения | Численность населения | Численность населения | Численность населения |
| 1948                  | 1953                  | 1961                  | 1971                  | 1981                  | 1991                  | 2011                  |
| --------------------- | --------------------- | --------------------- | --------------------- | --------------------- | --------------------- | --------------------- |
| 461                   | 505                   | 525                   | 685                   | 931                   | 1154                  | 1238                  |

## Достопримечательности
На территории села находится римский археологический объект I—IV веков.